# Different Class
Az 1995-ös Different Class a Pulp ötödik nagylemeze. Két kislemez jelentős az albumról, a Common People (2.  a brit kislemezlistán) és a Disco 2000 (7. a brit kislemezlistán). Ezek meghozták a Pulp számára az ismertséget. 2006. szeptember 11-én jelent meg az album deluxe kiadása egy második CD-vel, amelyen b-oldalas számok, demók és ritkaságok hallhatók.
Az album 1996-ban elnyerte a Mercury Music Prize-t. 1998-ban a Q magazin olvasói minden idők 37. legjobb albumának választották, a szavazás 2006-os megismétlésén a 85. lett. 2000-ben a Q a 46. helyre rakta minden idők 100 legjobb brit albumának listáján. 2004-ben a Channel 4 a 100 legjobb album listáján a 70. lett. Szerepel az 1001 lemez, amit hallanod kell, mielőtt meghalsz című könyvben.

## Az album dalai
|     | Cím                               | Szerző(k)                                                                           | Hossz |
| --- | --------------------------------- | ----------------------------------------------------------------------------------- | ----- |
| 1.  | Mis-Shapes                        | Jarvis Cocker, Nick Banks, Steve Mackey, Russell Senior, Candida Doyle, Mark Webber | 3:46  |
| 2.  | Pencil Skirt                      | Cocker, Banks, Mackey, Senior, Doyle, Webber                                        | 3:11  |
| 3.  | Common People                     | Cocker, Banks, Mackey, Senior, Doyle                                                | 5:50  |
| 4.  | I Spy                             | Cocker, Banks, Mackey, Senior, Doyle, Webber                                        | 5:55  |
| 5.  | Disco 2000                        | Cocker, Banks, Mackey, Senior, Doyle, Webber                                        | 4:33  |
| 6.  | Live Bed Show                     | Cocker, Banks, Mackey, Senior, Doyle, Webber                                        | 3:29  |
| 7.  | Something Changed                 | Cocker, Banks, Mackey, Senior, Doyle, Webber                                        | 3:18  |
| 8.  | Sorted for E's & Wizz             | Cocker, Banks, Mackey, Senior, Doyle, Webber                                        | 3:47  |
| 9.  | F.E.E.L.I.N.G.C.A.L.L.E.D.L.O.V.E | Cocker, Banks, Mackey, Senior, Doyle, Webber                                        | 6:01  |
| 10. | Underwear                         | Cocker, Banks, Mackey, Senior, Doyle                                                | 4:06  |
| 11. | Monday Morning                    | Cocker, Banks, Mackey, Senior, Doyle                                                | 4:16  |
| 12. | Bar Italia                        | Cocker, Banks, Mackey, Senior, Doyle, Webber                                        | 3:42  |

## Közreműködők

### Pulp
- Jarvis Cocker – ének, Vox Marauder gitár, Ovation tizenkét húros gitár, Sigma akusztikus gitár, Roland Vocoder Plus VP-330, Roland SH-09, mellotron, micromoog, Synare
- Russell Senior – Fender Jazzmaster gitár, hegedű
- Candida Doyle – Farfisa Compact Professional II orgona, Ensoniq ASR 10, Korg Trident II, minimoog, Fender Rhodes zongora, Roland Juno 6, Roland SH-09
- Steve Mackey – Musicman Sabre basszus
- Mark Webber – Gibson ES 345 gitár, Gibson Les Paul gitár, Gibson Firebird gitár, Sigma akusztikus gitár, Casio Tonebank CT-470, Fender Rhodes zongora, Roland Juno 6
- Nick Banks – Yamaha dobok, Zildjian cintányérok, ütőhangszerek

### További közreműködők
- Matthew Vaughan – programozás
- Olle Romo – programozás
- Anthony Genn – kisegítő programozás
- Mark Haley – kisegítő programozás
- Chris Thomas – kisegítő gitár és billentyűk
- Anne Dudley – zenekar hangszerelése, karmester
- Gavyn Wright – zenekarvezető

## Fordítás
Ez a szócikk részben vagy egészben a Different Class című angol Wikipédia-szócikk ezen változatának fordításán alapul.  Az eredeti cikk szerkesztőit annak laptörténete sorolja fel. Ez a jelzés csupán a megfogalmazás eredetét és a szerzői jogokat jelzi, nem szolgál a cikkben szereplő információk forrásmegjelöléseként.